# AGCO Tractors
AGCO Tractors is een wereldwijde producent van landbouwmachines met haar hoofdkantoor in Duluth in Georgia in de Verenigde Staten. Het is een dochteronderneming van de AGCO Corporation. Nadat in 2001 de merken Agco Allis en White waren samengevoegd werden alle tractoren verkocht onder de naam AGCO. De machines worden alleen verkocht in Noord-Amerika en zijn oranje van kleur. Sinds 2006 worden deze tractoren verkocht onder het merk Challenger. De fabrikant van landbouwmachines biedt een verscheidenheid aan producten aan, die worden verkocht door meer dan 2700 dealers in meer dan 140 landen. Het Europese hoofdkantoor van het bedrijf sinds augustus 2007 AGCO gevestigd in Schaffhausen/Neuhausen, Zwitserland.

## Bedrijfsgegevens
AGCO is 's werelds op twee na grootste fabrikant van landbouwmachines. Het beschikt over 15 productievestigingen, waarvan er drie gevestigd zijn in Amerika en Mexico, drie in Zuid-Amerika en acht in Europa. Op de ranglijst Fortune 500 van de grootste bedrijven van de VS stond AGCO in 2006 op 421. In het jaar 2007 stond het op plaats 359.
AGCO had een netto-omzet van 6 miljard dollar in 2007. De aanhoudende economische crisis sinds 2008 heeft tot dusver weinig invloed gehad op het bedrijfsresultaat van de Groep, aangezien de winstmarge steeg met 400 miljoen dollar.